# Woog

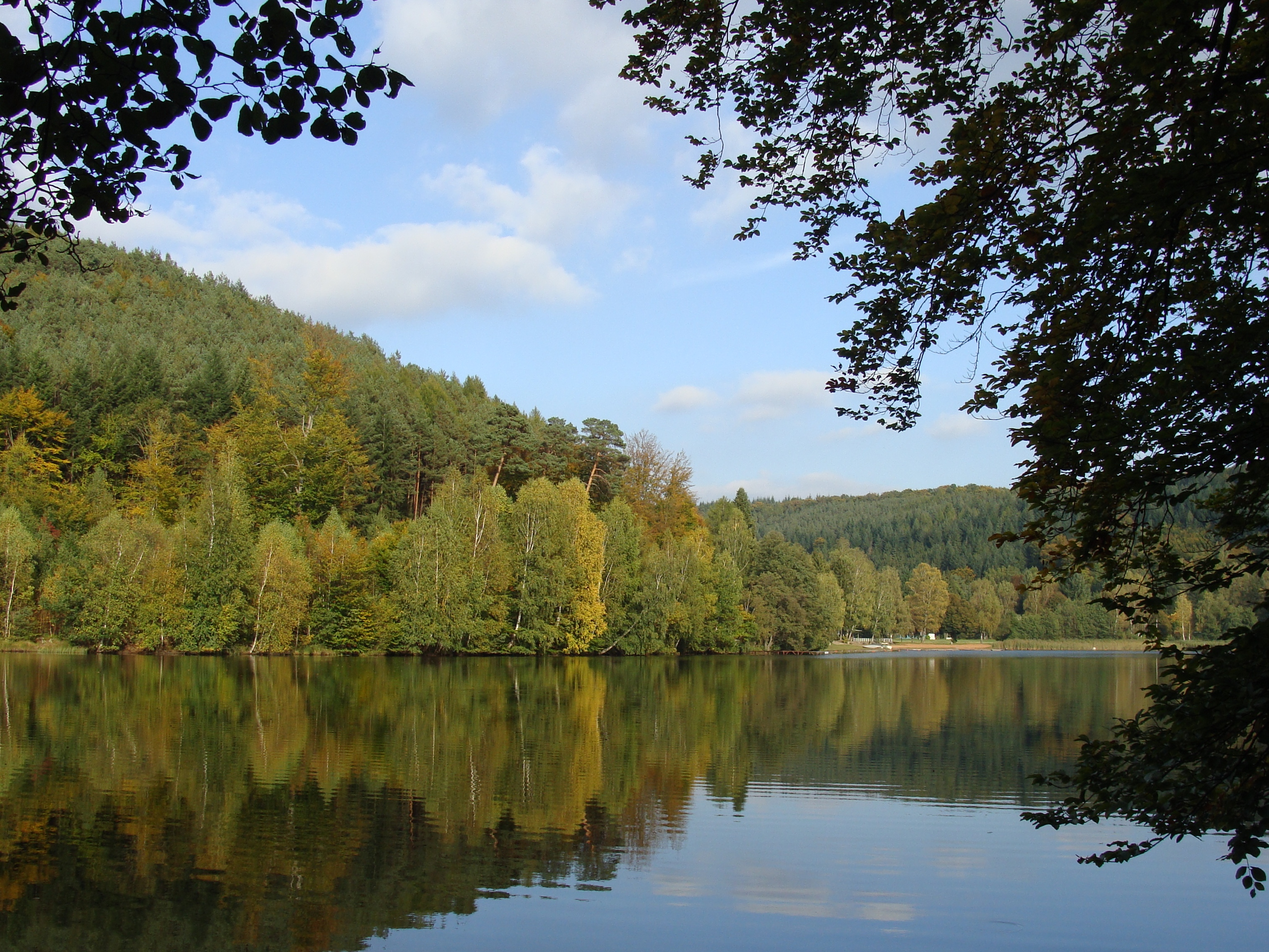
Gelterswoog in der Westpfalz

Als einen Woog (von wâc, einem mittelhochdeutschen Wasserwort) bezeichnet man in Teilen Südwestdeutschlands ein stehendes Gewässer. Ein Woog kann natürlichen Ursprungs oder künstlich angelegt sein.

## Entstehung

### Natürliche Entstehung
Der Untergrund in südwestdeutschen Mittelgebirgen besteht oft aus Buntsandstein. Dieser ist ein guter Wasserleiter, der Niederschläge filtert. Das Wasser tritt dann oberhalb von eingelagerten Sperrschichten aus Ton, welche die weitere Versickerung verhindern, in Senken wieder hervor. Dadurch haben sich eine Reihe von Mooren, Moorseen und Seen gebildet. Zu diesen gehört beispielsweise der Ungeheuersee im nordöstlichen Pfälzerwald.

### Künstliche Entstehung
In erster Linie als Wasserspeicher für den Betrieb von Mühlen oder von Klausen, in denen Holz für die Trift gesammelt wurde, wurden durch Aufstauung von Wasserläufen künstliche Wooge angelegt. Diese dienten auch, meist bei Klöstern, als Fischzuchtteiche oder, aus verbreiterten Burggräben entstanden, als Teil der Stadt- oder Burgbefestigung, beispielsweise in St. Wendel und bei der Kaiserpfalz in Kaiserslautern.
Einen vorübergehenden Woog schuf im südpfälzischen Wasgau der Ritter von Burg Berwartstein, Hans von Trotha, als er nach langjähriger Fehde mit dem Kloster Weißenburg im Jahre 1485 die Wieslauter bei Bobenthal zunächst aufstauen und dann den Damm wieder einreißen ließ. So verursachte er in der 8 km unterhalb gelegenen Kleinstadt Weißenburg zuerst empfindlichen Wassermangel und dann eine gewaltige Überschwemmung, weshalb der Ritter zunächst mit der Reichsacht und später auch mit dem Kirchenbann belegt wurde.
Die Sage vom Hecht im Kaiserwoog berichtet über eine Begebenheit, die sich 1497 bei der vorerwähnten Kaiserpfalz von Kaiserslautern abgespielt haben soll und angeblich auf ein Ereignis von 1230 zurückgeht.

## Vorkommen des Namens

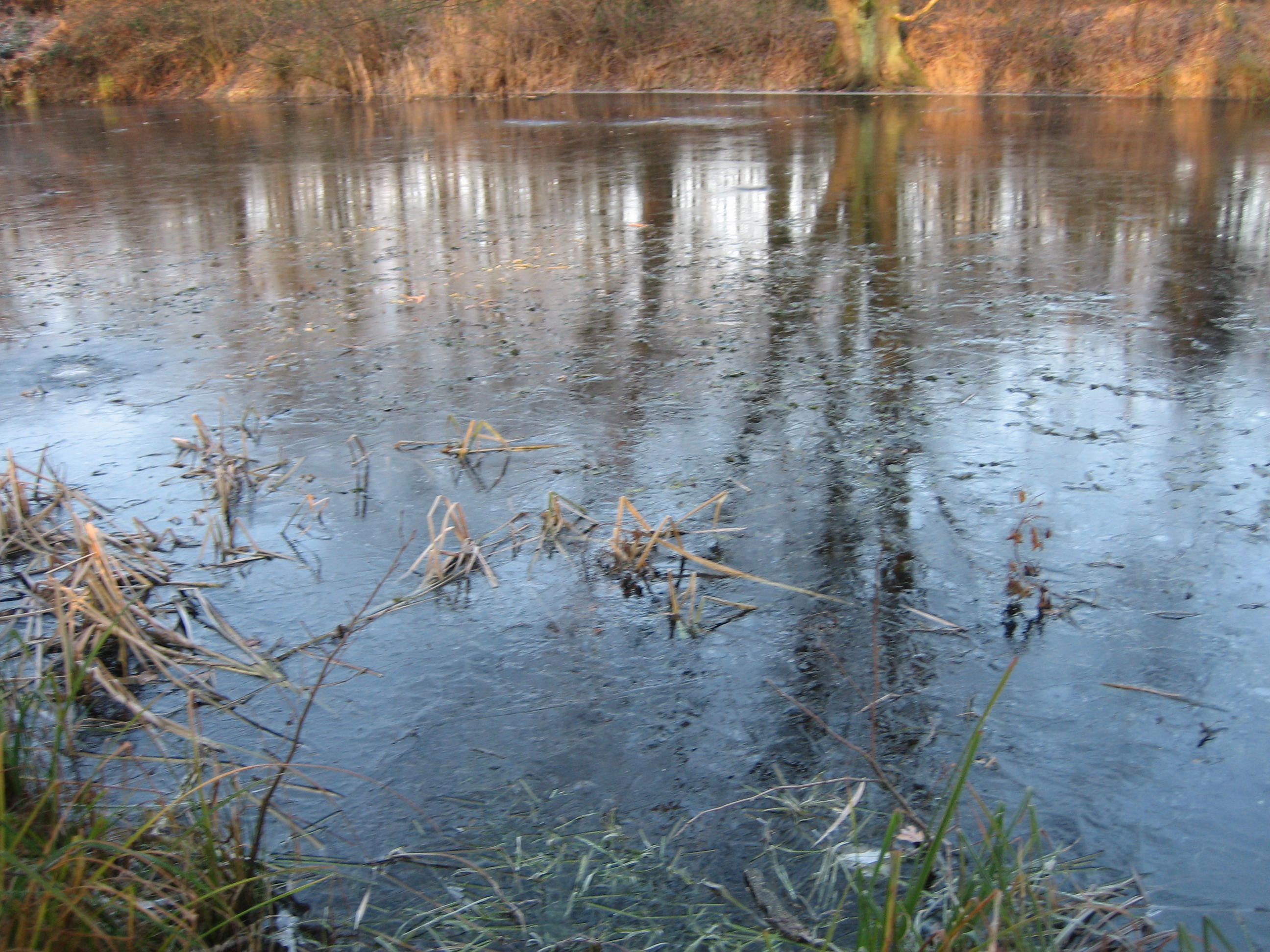
Baden-Württemberg: Woogsee bei Rastatt

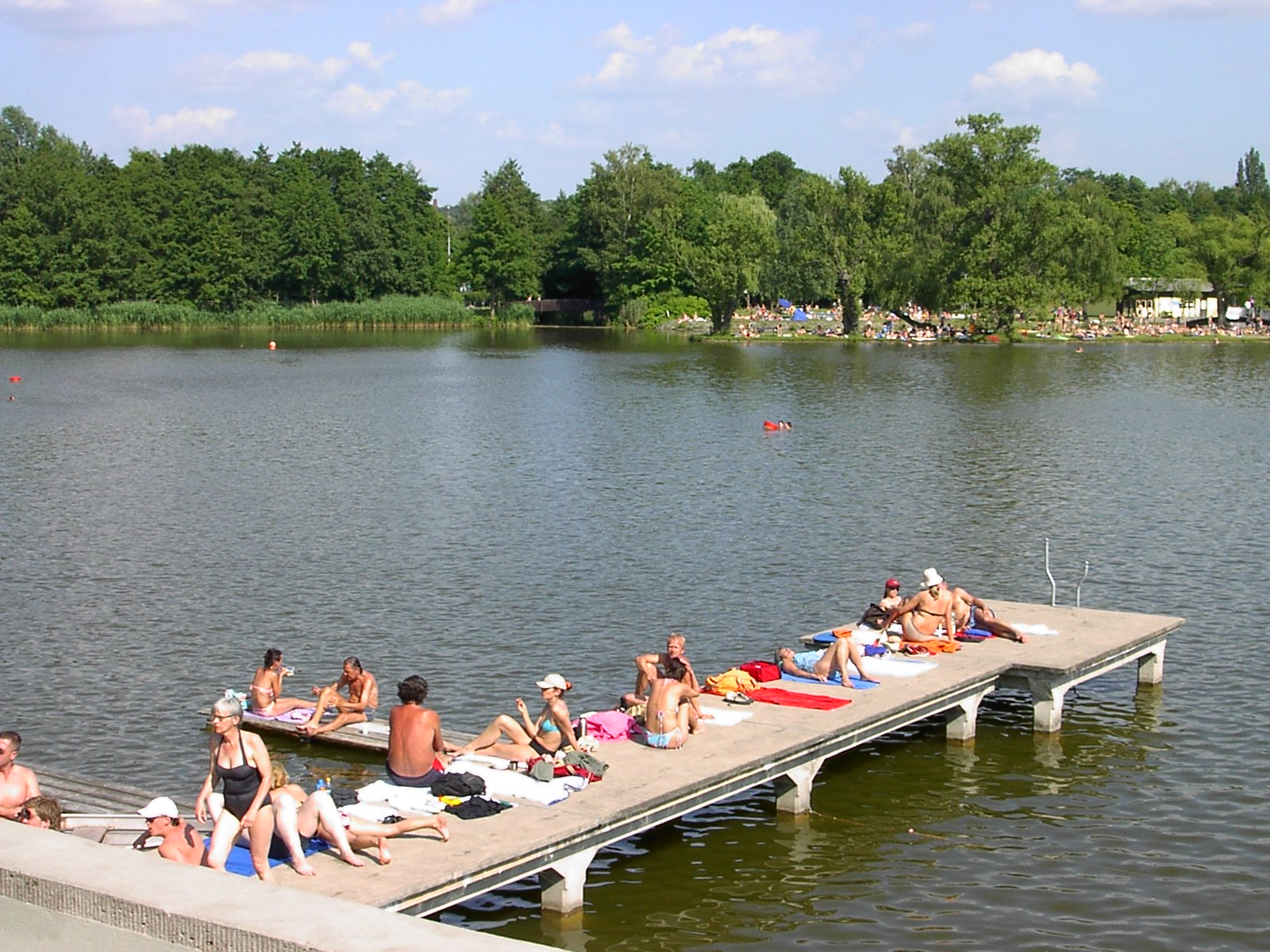
Hessen: Großer Woog in Darmstadt

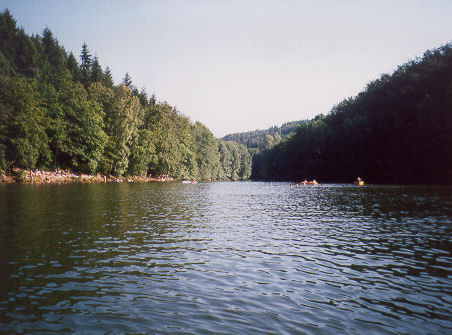
Rheinland-Pfalz: Eiswoog im Pfälzerwald

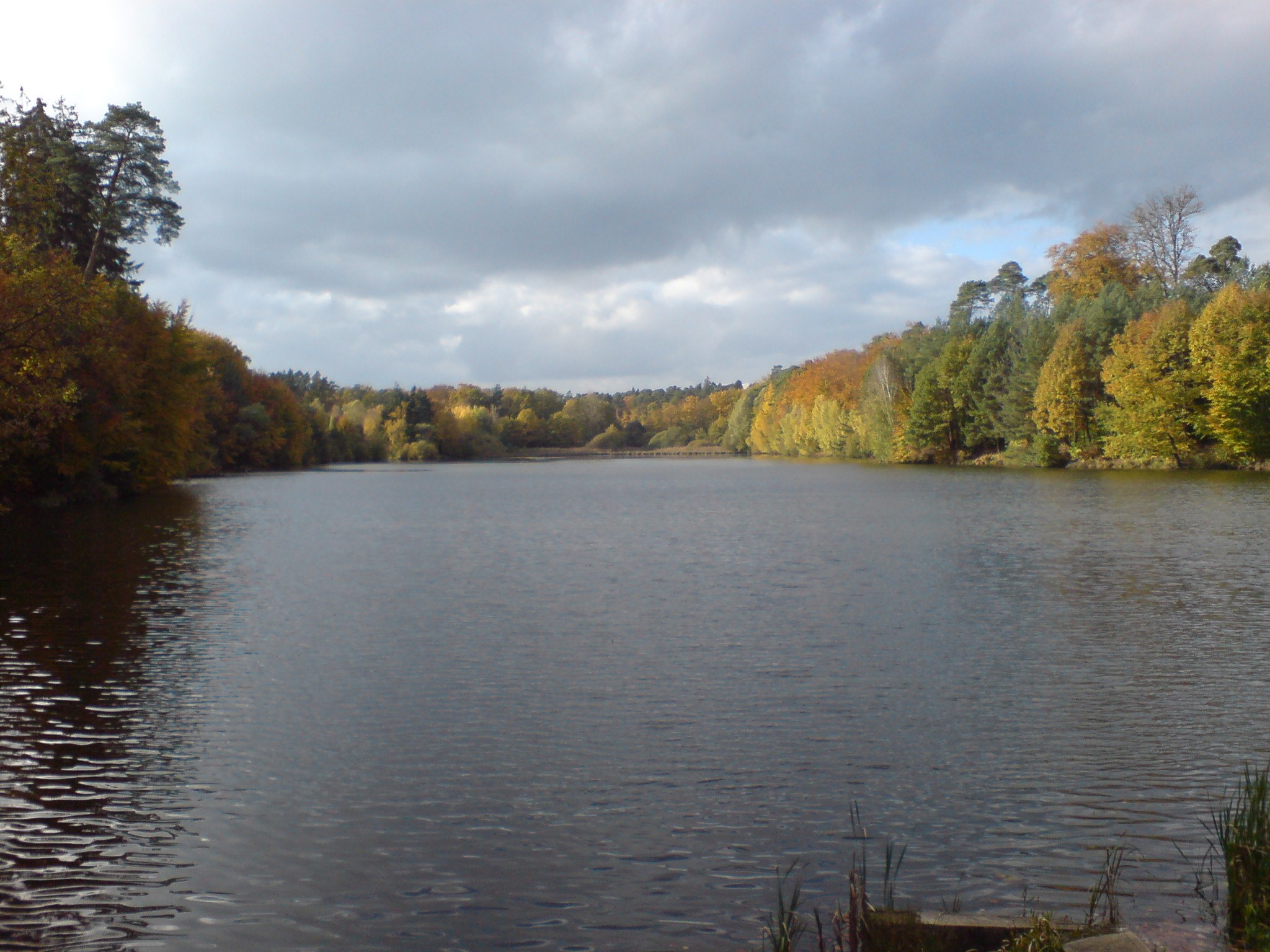
Saarland: Möhlwoog bei Jägersburg

Die Bezeichnung wird schwerpunktmäßig verwendet für Gewässer in Rheinland-Pfalz (häufig im Pfälzerwald), aber auch im Saarland, in Südhessen (meist im Odenwald) sowie in Baden-Württemberg (Nordbaden); auch Namen von Straßen, Ortsbereichen oder anderen geographischen Objekten gehen mitunter auf die Gewässer zurück. Beispiele sind:

### Baden-Württemberg
- Woogsee, natürlicher Seerest bei Rastatt in der Senke der Kinzig-Murg-Rinne

### Hessen
- An der Woogwiese, Straßenname in Egelsbach
- Großer Woog, Stausee des Darmbachs
- Arheilger Woogstraße in Darmstadt, Stadtteil Arheilgen
- Wooggraben in Frankfurt am Main, Stadtteil Ginnheim
- Woogstraße, ebenfalls in Frankfurt-Ginnheim
- Woogstraße in Egelsbach

### Rheinland-Pfalz
- Biedenbacher Woog, Stausee des Leinbachs bei Frankenstein
- Büttelwoog, ehemaliges Woog bei Dahn
- Dämmelswoog, Stausee bei Fischbach
- Eiswoog, Stausee des Eisbachs bei Ramsen
- Finsterthaler Woog, Stausee des Leinbachs
- Franzosenwoog, ehemaliger Stausee des Hochspeyerbachs
- Gelterswoog, Stausee von Nebenbächen des Aschbachs
- Hammerwoog, Stausee in Kaiserslautern
- Kaiserwoog, Stausee an der Kaiserpfalz in Kaiserslautern
- Kammerwoog, ehemaliger Stausee der Nahe in Idar-Oberstein, heute Flussabschnitt
- Katzenwoog, Stausee des Erlenbachs bei Kaiserslautern
- Kolbenwoog, Stausee eines Zuflusses des Gelterswoogs
- Kranichwoog, zwei künstlich angelegte Flachwasserbecken bei Hütschenhausen
- Mörstadter Woog, Stausee am Nordrand von Mörstadt[3]
- Mühlwoog, Stausee des Leinbachs kurz vor dessen Mündung in den Hochspeyerbach
- Narrenwoog,  ehemaliger Stauweiher bei Wattenheim
- Neuhofener Woog, Weiheranlage bei Neuhofen
- Neuwoog, ehemaliger Stauweiher auf Wattenheimer Gemarkung, nähe Carlsberg
- Neuwoogbach, Bach am Neuwoogmoor, einem Naturschutzgebiet zwischen Vogelbach und Schönenberg-Kübelberg
- Niederhausener Woog (auch Niederhausener Stausee), Stausee der Nahe zwischen Norheim und Niederhausen
- Pfälzerwoog (auch Pfalzwoog), Stausee eines rechten Zuflusses des Saarbachs
- Salzwoog, Ortsteil von Lemberg, benannt nach einem ehemaligen Stausee des Salzbachs
- Scheidelberger Woog, Naturschutzgebiet zwischen Miesau und Hütschenhausen
- Schmalzwoog, Stausee mit umliegendem Naturschutzgebiet am Rand von Kaiserslautern
- Schweinswoog, Stausee des Eußerbachs oberhalb von Eußerthal
- Schwemmwoog, ist die alte Bezeichnung für die heutigen Hetschmühlweiher. Stauweiheranlage bei Wattenheim
- Seeweg, Stausee des Leinbachs bei Waldleiningen
- Sixmeisterwoog, Stausee des Aggenbachs bei Otterberg
- Spießwoog, Stausee bei Fischbach
- Stüdenwoog, Stausee des Eppenbrunner Bachs
- Tränkwoog, ehemaliger Stauweiher zwischen Wattenheim und Altleiningen, auf Altleininger Gemarkung
- Vogelwoog, Stausee mit umliegendem Naturschutzgebiet am Rand von Kaiserslautern
- Woogfelsen, Naturdenkmal am Biedenbacher Woog bei Frankenstein
- Wurzelwoog, Stausee in Kaiserslautern; Wurzelwooggraben, Bach am Wurzelwoog

### Saarland
- Alter Woog, Straßenbezeichnung in der Altstadt von St. Wendel
- Am Altwoog, Straßenbezeichnung im Neunkircher Stadtteil Furpach
- Merwoog, für die Merburg angelegter Stausee des Lambsbachs in Kirrberg[4]
- Am Merwoog, Straßenbezeichnung in Kirrberg nach dem vorgenannten Stausee[4]
- Möhlwoog, Stausee des Erbachs bei Homburg-Jägersburg
- Schwarzer Woog Ehemaliger sehr großer Stausee an der Blies zwischen Homburg, Erbach, Altstadt, Limbach und Beeden
- Wogbachtal (auch Ensheimer Gelösch), Tal mit Stauweihern in der Nähe des Flughafens Saarbrücken-Ensheim
- Woogsackermühle, ehemalige Mühle am Feilbach in Niederbexbach
- Wooggraben, Nebenbach des Feilbachs in Bexbach
- Zum Altwoog, Straßenbezeichnung in Fürth im Ostertal